# Duane Bobick
Duane David Bobick (ur. 24 sierpnia 1950 w Bowlus) – amerykański bokser, mistrz igrzysk panamerykańskich, olimpijczyk.

## Kariera w boksie amatorskim
Walczył w wadze ciężkiej (powyżej 81 kg). Zwyciężył w niej w mistrzostwach Stanów Zjednoczonych.
Zdobył złoty medal w tej kategorii na igrzyskach panamerykańskich w 1971 w Cali po zwycięstwie w półfinale nad Teófilo Stevensonem z Kuby i w finale nad Meksykaninem Joaquínem Rochą.
Był uważany za jednego z faworytów wagi ciężkiej na igrzyskach olimpijskich w 1972 w Monachium. W pierwszej walce pokonał Jurija Niestierowa ze Związku Radzieckiego, a w drugiej (w ćwierćfinale) zmierzył się ze Stevensonem. Po dwóch wyrównanych rundach w trzeciej Stevenson powalił Bobicka prawym prostym i choć ten wstał przed upływem liczenia, sędzia niedługo potem wstrzymał walkę ogłaszając zwycięstwo Stevensona przed czasem.

## Kariera w boksie zawodowym
Przeszedł na zawodowstwo w 1973. Wygrał pierwszych 38 walk, w tym z takimi pięściarzami, jak Manuel Ramos w 1973, Mike Weaver w 1974, Scott LeDoux i Chuck Wepner w 1976. 11 maja 1977 doznał pierwszej porażki z rąk Kena Nortona, który pokonał go przez techniczny nokaut w 1. rundzie. Później Bobick wygrał dwie walki (w tym ze Scottem LeDoux), a w lutym 1978 znokautował go Kallie Knoetze z Południowej Afryki. Bobick pokonał potem 8 mniej znanych bokserów. W lutym 1979 John Tate pokonał go przez techniczny nokaut w 1. rundzie. Następną walkę Bobick przegrał wskutek kontuzji i zakończył karierę pięściarską. Nigdy nie walczył o tytuł mistrzowski.

## Późniejsze życie
Później pracował w przemyśle. W 1997 uległ poważnemu wypadkowi (ręce zostały zmiażdżone przez wałki papieru w młynie papierniczym – groziła mu ich amputacja). Cierpi na encefalopatię bokserską.